# Центральноандская пуна
Центральноа́ндская пу́на — экорегион альпийских лугов в Андах на территории южного Перу, Боливии и Северной Аргентины.

## Расположение
Ландшафт этого экорегиона состоит из высоких гор с вечными снегами и льдами, лугов, озёр, плато и долин. Он переходит на севере в центральноандскую влажную пуну на севере и центральноандскую сухую пуну на юге. Высоты варьируется от 3200 до 6600 м над уровнем моря.

## Климат
Климат по классификации Кёппена — холодный полузасушливый (семиаридный). Количество выпадающих за год осадков колеблется от 250 до 500 мм в год.

## Флора
Флора пуны по большей части представлена кустарниками, травами, мхом и лишайником. Травы представлены такими родами, как: Вейник (Calamagrostis), Полевица (Agrostis), Овсяница (Festuca). Также встречаются такие небольшие кустарники, как: тола-тола и жемчужный плод. В пуне так же распространены мхи рода Ярета. В низинах также присутствуют небольшие деревья.

## Фауна
Дарвинов нанду и пунская мышь (Punomys lemminus) — эндемики экорегиона. Среди других характерных видов — викунья (Vicugna vicugna), гуанако (Lama guanicoe), шиншилла (Chinchilla brevicaudata) и вискаши (Lagidium). Здесь живёт несколько угрожаемых видов птиц, включая Cinclodes aricomae, Conirostrum tamarugense, фламинго Джемса (Phoenicopterus jamesi) и гигантскую лысуху (Fulica gigantea).

## Охраняемые территории
- Tariquía Flora and Fauna National Reserve[англ.]
- Cordillera de Sama Biological Reserve[англ.]
- Aymara Lupaca Reserved Zone[англ.]
- Salinas and Aguada Blanca National Reservation[англ.]
- Cotahuasi Subbasin Landscape Reserve[англ.]